# Phytoseius purseglovei
Phytoseius purseglovei är en spindeldjursart som beskrevs av De Leon 1965. Phytoseius purseglovei ingår i släktet Phytoseius och familjen Phytoseiidae. Inga underarter finns listade i Catalogue of Life.